# Syngnathus acicularis
Syngnathus acicularis és una espècie de peix de la família dels singnàtids i de l'ordre dels singnatiformes.

## Morfologia
- Els mascles poden assolir 25 cm de longitud total.[4][5]

## Reproducció
És ovovivípar i el mascle transporta els ous en una bossa ventral, la qual es troba a sota de la cua.

## Depredadors
A Xile és depredat per Pinguipes chilensis.

## Hàbitat
És un peix marí de clima subtropical que viu fins als 25 m de fondària.

## Distribució geogràfica
Es troba des d'Hornitos (Xile) fins al Golf de San José (Argentina).